# Deudorix
Deudorix är ett släkte av fjärilar. Deudorix ingår i familjen juvelvingar.

## Bildgalleri

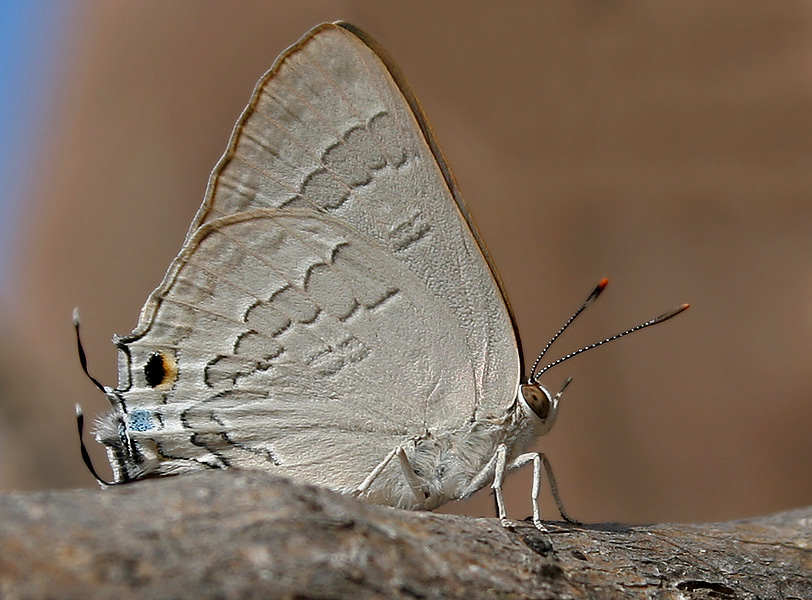
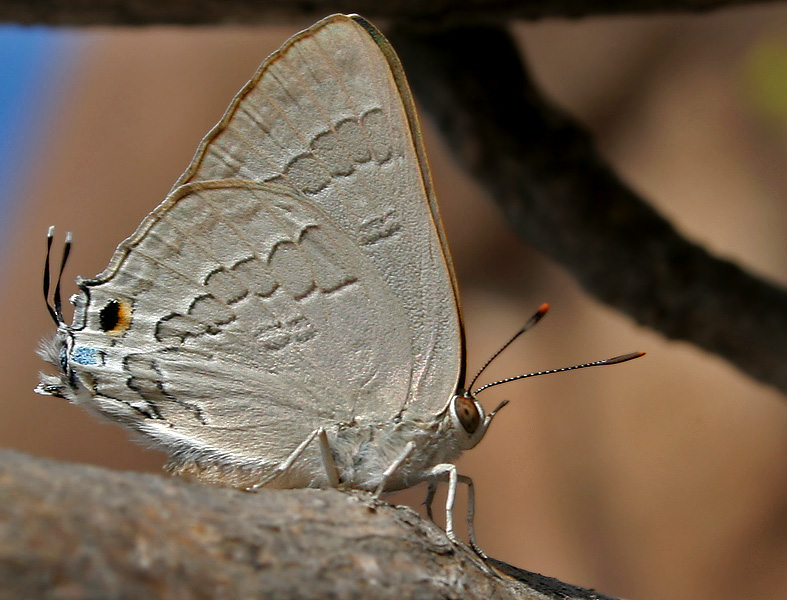

## Dottertaxa tillDeudorix, i alfabetisk ordning[1]
- Deudorix agimar
- Deudorix almar
- Deudorix amatius
- Deudorix ancus
- Deudorix arata
- Deudorix armstrongi
- Deudorix aruma
- Deudorix badhami
- Deudorix baronica
- Deudorix batikelides
- Deudorix bemba
- Deudorix biaka
- Deudorix caerulea
- Deudorix calderon
- Deudorix caliginosa
- Deudorix caroli
- Deudorix catori
- Deudorix ceramensis
- Deudorix chalybeata
- Deudorix cholas
- Deudorix cholonensis
- Deudorix chozeba
- Deudorix cinnabarus
- Deudorix concolor
- Deudorix congoana
- Deudorix coriolanus
- Deudorix corruscans
- Deudorix dariaves
- Deudorix democles
- Deudorix derona
- Deudorix despoena
- Deudorix diara
- Deudorix dido
- Deudorix dieden
- Deudorix dinochares
- Deudorix dinomenes
- Deudorix diocles
- Deudorix diopites
- Deudorix diopolis
- Deudorix diovella
- Deudorix diovis
- Deudorix dohertyi
- Deudorix doris
- Deudorix elealodes
- Deudorix elioti
- Deudorix enganicus
- Deudorix enipeus
- Deudorix eos
- Deudorix epijarbas
- Deudorix epirus
- Deudorix flemingi
- Deudorix fortis
- Deudorix fusca
- Deudorix gaetulia
- Deudorix galathea
- Deudorix geotulia
- Deudorix grandis
- Deudorix grisea
- Deudorix ichnographia
- Deudorix ignita
- Deudorix indrasari
- Deudorix intermedius
- Deudorix jactantis
- Deudorix juliae
- Deudorix kallias
- Deudorix kohli
- Deudorix kuyaniana
- Deudorix littoralis
- Deudorix loxias
- Deudorix luniger
- Deudorix makala
- Deudorix mariana
- Deudorix mathewi
- Deudorix maudei
- Deudorix meeki
- Deudorix megakeles
- Deudorix menesicles
- Deudorix mesarchus
- Deudorix mesites
- Deudorix neopommerana
- Deudorix nicephora
- Deudorix niepelti
- Deudorix nigrostriata
- Deudorix obscurata
- Deudorix odana
- Deudorix ogasawarae
- Deudorix orseis
- Deudorix penningtoni
- Deudorix phranga
- Deudorix rectivitta
- Deudorix rhodesiensis
- Deudorix schultzei
- Deudorix sequeira
- Deudorix side
- Deudorix simplex
- Deudorix simsoni
- Deudorix smilis
- Deudorix staudingeri
- Deudorix strephanus
- Deudorix stubbsi
- Deudorix sumatrensis
- Deudorix sylvana
- Deudorix terenzius
- Deudorix turbo
- Deudorix ula
- Deudorix unda
- Deudorix vansomereni
- Deudorix vansoni
- Deudorix verriculata
- Deudorix violetta
- Deudorix viridens
- Deudorix woodfordi
- Deudorix vosseleri